# Stephan Lacant
Stephan Lacant (Essen, 9 de setembro de 1972) é um diretor de cinema e roteirista alemão.

## Carreira
Após o colegial, Lacante estudou teatro, cinema e televisão em Bochum e Colônia antes de se mudar para os Estados Unidos, onde estudou direção na Stella Adler School of Acting and Film School durante uma estadia de vários anos em Nova York. Em 1996, filmou e escreveu o seu primeiro roteiro para o curta-metragem Little India. Nos anos seguintes, trabalhou como escritor e diretor em diversos curtas-metragens e documentários, que foram exibidos em diversos festivais internacionais de cinema. Em 2013 fez sua estreia como diretor de longa-metragem com o filme Freier Fall.

## Filmografia parcial
- 2006: Fireflies
- 2013: Freier Fall
- 2016: Der Kriminalist (série de TV, 2 episódios)
- 2017: Toter Winkel (filme para TV)
- 2017: Fremde Tochter
- 2018: Für meine Tochter
- 2019: Zielfahnder – Blutiger Tango
- 2020: Tatort: Die Zeit ist gekommen
- 2021: Der Überfall (série de TV)
- 2022: Kalt
- 2023: Schlafende Hunde